# Follow the Colours
Follow the Colours è una canzone in forma di marcia scritta dal compositore inglese Edward Elgar nel 1907, con parole del capitano William de Courcy Stretton. La canzone è per voce solista (presumibilmente maschile) con un coro opzionale di voci maschili.

## Storia
Nel gennaio 1907 William Henry Ash, nipote del pionieristico fabbricante di apparecchi odontoiatrici Claudius Ash, come Liveryman della Worshipful Company of Musicians offrì un premio di 20 ghinee per le parole di "una canzone in forma di marcia per i soldati britannici". I popolari scrittori Kipling e Conan Doyle rifiutarono, l'offerta fu pubblicizzata sui giornali. A novembre la compagnia annunciò che il vincitore (tra 96 candidati) era William de Courcy Stretton, un capitano della Royal Artillery in pensione di 45 anni di Salcombe nel Devon e che la musica sarebbe stata scritta da Elgar. Alfred Littleton, presidente degli editori Novello e anch'egli Liveryman della Compagnia, dovette supplicare Elgar di procedere, perché a Elgar non piaceva molto l'idea. Elgar alla fine scrisse una partitura orchestrale nella quale includere le quattro strofe e l'opera fu pubblicata da Novello il 27 dicembre.
Su richiesta di Elgar, la sua partitura fu arrangiata per banda militare dal capitano Arthur J. Stretton, direttore musicale alla Royal Military School of Music (Kneller Hall) e per la prima volta eseguita dalla banda e coro della Kneller Hall, diretta dal capitano Stretton, al banchetto annuale della Musicians Company presso la Stationers Hall il 28 aprile 1908, quando per quell'occasione fu dato al brano il titolo generico "Marching Song". Quindi, con molta pubblicità, e con il titolo Follow the Colours ("Segui i colori") tratto dal ritornello, ricevette la sua premiere pubblica al concerto dell'Empire Day nella Royal Albert Hall il 24 maggio 1908, con la London Symphony Orchestra e i tenori e bassi della Royal Choral Society, diretta da Sir Alexander Mackenzie. Pochi giorni dopo, il 27 maggio, fu eseguita al primo concerto serale della stagione della Kneller Hall, e banda fu diretta dallo studente bandmaster H. Norris. Il lavoro fu presto pubblicato da Novello ed eseguito in molte località del Regno Unito per il resto di quell'anno e fino al 1915.
La partitura orchestrale completa fu presentata da Elgar alla Worshipful Company of Musicians il 14 giugno 1910.
La sua prima esecuzione in tempo di guerra fu alla Royal Albert Hall, a Londra, il 10 ottobre 1914, a seguito di una grande pubblicità. Fu ad un concerto in aiuto del Fondo "Work for Women" della Regina e con il supporto dalle cantanti Dame Clara Butt e Kennerley Rumford, con l'Orchestra della Queen's Hall ed i cantanti della Royal Choral Society. Fu il primo concerto di una serie che si tenne in 22 luoghi in tutto il Regno Unito.
Tale fu il suo successo prebellico che nel 1914 il brano fu ripubblicato da Novello in una versione (in chiave di re) con accompagnamento di pianoforte, con meno battute introduttive e il terzo verso omesso. Ci furono poche esecuzioni dopo il 1915.

## Musica
L'impressione è di allegro ottimismo, una melodia allegra e un coro abilmente vivacizzati da ritmi incrociati: ma dobbiamo ricordare che è stato scritto prima dei veri orrori che Elgar in seguito ricordò in modo più sensibile con For the Fallen. L'arrivo della guerra aveva reso i suoi sentimenti non più appropriati.
Il coro generalmente rinforza il cantante solista nella seconda e quarta riga di ogni verso e si unisce al ritornello.
L'accompagnamento è per orchestra completa ed è un esempio di scrittura brillante ma sensibile per la grande sezione di percussioni, che consiste di tre timpani, rullante, triangolo, grancassa e piatti.

## Versi
FOLLOW THE COLOURS
1.
Thousands, thousands of marching feet,
All through the land, all through the land ;
Gunners and Sappers, Horse and Foot,
A mighty band, a mighty band.
Refrain, after each verse:
Follow the Colours, follow on,
Where’er they go, where’er they go ;
Loyal the hearts that guard them well,
’Twas ever so, ’twas ever so.
March, march, march !
Roll the drums, and blow the fifes,
And make the bagpipes drone ;
Glory for some and a chance for all,
Till we come again to our own.
2.
England, Scotland, Ireland and Wales
Send forth their sons, send forth their sons ;
Children of Empire seas beyond
Stand to their guns, stand to their guns.
3.
What's in the wind now, what's toward ?
Who cares a bit, who cares a bit ?
Marching orders, we're on the way
To settle it, to settle it.
4.
Some will return, and some remain,
We heed it not, we heed it not ;
Something’s wrong, to put it right ’s
The Soldier’s lot, the Soldier’s lot.
William de Courcy Stretton

## Incisioni
- "The Unknown Elgar" includes "Follow the Colours" performed by Stephen Holloway (bass), with Barry Collett (piano), and male voice chorus.
- John Ireland - Orchestral Songs and Miniatures With a collection of the music of Ireland, two songs by Elgar are included: Follow the Colours and A War Song, performed by Roderick Williams (baritone), BBC Concert Orchestra/Martin Yates